# Filip I. Kastiljski
Filip I. Kastiljski (tudi Filip Lepi),  * 22. julij, 1478, Brugge,  † 26. september 1506, Burgos; je bil med letoma 1482 in 1506 vojvoda Burgundije (kot Filip IV. ), Brabanta, Limburga in Luksemburga, grof Flandrije, Hapsburga, Hainauta, Nizozemske in Zelandije, Tirolske in Artoisa ter med drugim gospodar Antwerpna in Mechelena. 
S poroko z Ivano, hčerko in naslednico katoliških monarhov, po smrti svojega starejšega brata Ivana in sestre Izabele, pa je bil kastiljski kralj spremljevalec od leta 1504 do leta 1506.

## Zgodnje življenje
Filip I. Kastiljski je bil prvorojeni sin nemškega cesarja Maksimilijana I. Habsburškega in vojvodinje Marije Burgundske, rojen 22. julija 1478.
Leto in pol kasneje se je paru rodila še Margareta Avstrijska, ki je podedovala naslove nadvojvodinja Avstrije, asturska princesa konzulka, geronska princesa konzulka, savojska vojvodinja konzulka in guvernerka.
Ob Filipovem rojstvu so se začela velika praznovanja po celotni deželi in ozemljih, ki so jo obdajala. Krstil ga je škof Tournaya v cerkvi San Donato. Razširile pa so se govorice, da naj bi bil prvorojeni otrok vladarjev deklica, kar je spodbudilo njegovo babico, da njegove genitalije pokaže vsem prisotnim in tako izniči kakršnekoli dvome.
Filip je svojo mater, vojvodinjo Marijo Burgundsko, izgubil zelo mlad, saj je 27. marca 1782 noseča med lovom padla iz konja ter pri temu umrla. Tako je Filip podedoval materino premoženje ter ozemlja, katerih vodenje in regentstvo pa je prevzel nadvojvoda Maksimilijan.
Nadvojvoda je bil v Filipovem otroštvu zaposlen s trenji ter boji s Francijo. Posledično je s Francijo podpisal pogodbo v Arrasu leta 1482, ki je zahtevala, da dvoletna Margareta odide v Francijo in se tam izobražuje vse do njene poroko s kraljem Karlom VIII. Veliko problemov je imel tudi s ohranjanjem Filipovega regentstva.

## Vladanje
Po smrti cesarja Friderika III.  leta 1493 je Maksimilijan zapustil Flandrijo in zasedel mesto svojega očeta kot cesar. Naslednje leto je vladanje na Nizozemskem prevzel petnajstletni Filip, ki so ga predčasno proglasili za polnoletnega. Sinu Marije, so bili prebivalci Nizozemske bolj naklonjeni kot njegovemu očetu, saj so cesarja videli kot tujca.
Tako je 9. septembra leta 1494 Filip s svojim očetom obiskal Leuven, kar je pomenilo začetek nove vladavine. Filip je s tem obnovil staro tradicijo burgundskih vojvod, kjer je vojvoda na začetku svoje vladavine obiskal prestolnice provinc in pozdravil svoje ljudstvo. Prebivalci Nizozemske so upali, da jih bo Filipovo vladanje rešilo težav,  ki so jih pestile v zadnjih letih in so novega nadvojvodo sprejeli z velikim navdušenjem.
Filip je v svoji vladavini uvedel politični sistem, katerega glavna značilnost je bil sporazum med pravicami nadvojvode in pravicami provinc. Iz vojvodskega sveta so počasi izginili tujci, zunanjo politiko pa so odslej skupaj s nadvojvodo vodili generalni državniki, ki so zastopali različna ozemlja.
Ena izmed pomembnejših odločitev, ki jih je Filip sprejel na začetku svojega vladanja v je bila sklenitev trgovinskega sporazuma, tako imenovanega Intercursus Magnus z Anglijo. S tem sporazumom, podpisanim 24. februarja leta 1496, se je prodaja blaga ter trgovanje med Nizozemsko in Anglijo v Rokavskem prelivu ponovno pričela, kar je dodatno povečalo njegovo priljubljenost med ljudstvom. 

## Poroka z Ivano I. Kastiljsko
Vladarja Kastilije in Aragonije sta želela vzpostaviti sistem zavezništev, ki naj bi poleg Portugalske in Anglije vključeval tudi Habsburge, saj bi se lahko skupaj lažje zoperstavili francoskemu imperializmu. Ker sta Izabela in Ferdinand z Maksimilijanom ohranila dobre odnose še iz časov, ko je bil avstrijski nadvojvoda, sta že leta 1490 začela pogajanja za ureditev poroke svojih otrok z njegovimi, kar pa ni bilo uspešno, zaradi nasprotovanja takratnega francoskega kralja Karla VIII. Leta 1494 so s pogajanji ponovno začeli in se zmenili za dvojno poroko- Filipa in Ivane ter Margarete in Ivana. Tako so 20. januarja leta 1495 podpisali prve dogovore za izvedbo porok, 5. novembra istega leta pa je bila pogodba dokončno zapečatena.
Ivana je na Nizozemsko prispela 8. septembra leta 1496, vendar je bil takrat Filip odsoten, saj je odpotoval na cesarski dvor, da bi obiskal očeta. Filip in Ivana sta se spoznala 19. oktobra 1496 v mestecu Lier, kjer sta se še istega dne poročila. Poroki so sledile razkošne zabave in proslavljanja.
Tako biografi Filipa Burgundskega kot Ivane Kastiljske se strinjajo, da sta oba zakonca občutila strasten izbruh takoj, ko sta se srečala. Toda kljub temu obetajočemu začetku se zdi, da so se prva nesoglasja med njima pojavila zelo kmalu, v večini primerov motivirana z razlikami, ki so obstajale med španskim in burgundskim dvorom.
Ko je princ Ivan leta 1497 umrl, se je zdelo, da se je upanje o dveh monarhijah, aragonski in kastiljski razblinilo. Takrat je postala naslednica Kastilije princesa Izabela, najstarejša hčer katoliških kraljev, lahko bi postala celo naslednica Aragonije, če bi Ferdinand dosegel, da bi se ukinil Salijski zakonik. Zaradi nesrečne smrti princese Ivane, ki se je zgodila v Toledu, leta 1498 med rojevanjem, so kraljestva (Portugalska, Kastilija, Aragonija) ponovno dobila novega prestolonaslednika, in sicer njenega sina Mihaela.
Že takrat so se pojavljale govorice o trpljenju, burnem ljubosumju, dolgih melanholičnih napadih, odstopanjih volje in razvpitem neravnovesju za katerimi naj bi trpela Ivana.
Katoliški monarhi so od takrat naprej začeli odkrito izražati nezaupanje do dejanj Filipa Lepega, zato je cesar Maksimiljan sam skušal pomiriti svoje zaveznike, češ da njegov sin ne bo imel težav s spoštovanjem njihovih interesov, ko bo prišel čas. Vendar ta izjava ni pomirila španskih monarhov, saj so kmalu izvedeli, da njihova hči nima sredstev za plačilo članov svojega spremstva, ker Filip ni dostavil plačila, ki ga je obljubil. To pa ni bila edina točka trenj, saj je Filip zaradi želje po krepitvi odnosov s Francijo celo nasprotoval očetovim željam. Maksimilijan I. je podpiral kandidaturo Ane Bretonske za milansko vojvodino, medtem ko je Filip podpiral interese novega francoskega kralja Ludvika XII. na tem ozemlju, zato je na francoski dvor poslal grofa Nassaua, s katerim je bil 15. avgusta 1498 sklenjen bruseljski mir. Podpis tega miru je bil zadnja kapljica za potrpežljivost katoliških monarhov, ki so se odločili, da bodo v Burgundijo poslali Sancha de Londoña in meniha Tomasa de Matienzo, da bi prisilila Filipa, da opusti politiko prijateljstva s Francijo, in da bi ugotovila, kaj je vzrok Ivanine očitne nezainteresiranosti za vero in njenega neprimernega obnašanja.
Kljub pritiskom na Filipa, se ta ni hotel odpovedati nedavno sklenjenemu zavezništvu s francoskim kraljem. V tem času se je njegov odnos s Ivano uravnovesil in po približno dveh letih zakona se je 6. septembra 1498 rodila njuna prvorojenka Leonora. Ko pa so minili prvi trenutki veselja po Ivaninem porodu, so se med zakoncema spet začela nesoglasja, verjetno zaradi Filipovega razočaranja, ker njegov prvi otrok ni bil deček, predvsem pa zaradi nenehnih protestov njegove žene, ki je menila, da je Filipovo vedenje do Francije nelojalno do njegovih staršev.
Poleti 1498 je Filip napisal pismo, v katerem je prosil za vrnitev sestre Margarete, kot je to storil že njegov oče, v katerem je trdil, da njegova sestra po smrti moža in sina v Kastiliji ne počne ničesar. Izabela in Ferdinand sta se kmalu zavedala nevarnosti te zahteve, saj so v tistem času potekala pogajanja o poroki infante Katarine in valižanskega princa in zdelo se je verjetno, da bosta Filip in Maksimilijan I. izkoristila Margareto, da bi ovirala pogajanja, kar se je nazadnje tudi zgodilo.
25. februarja 1500 se je rodil drugi sin Filipa in Ivane imenovan Karel. Zaradi rojstva otroka so katoliški monarhi poskušali urediti svoj odnos s Filipom, saj se je zdravje naslednika princa Mihaela slabšalo in ko je 20. junija istega leta umrl, je to pomenilo, da sta Ivana in Filip postala zakonita dediča kastiljske in aragonske krone.

## Trenja s katoliškima monarhoma
Filip je iskal pravi trenutek, da bi izkoristil svoj novi položaj, in ta trenutek je prišel 10. oktobra 1500, ko je prejel novico, da sta Ferdinand Katoliški in Ludvik XII. podpisala mirovni sporazum, s katerim sta se oba strinjala z delitvijo Neapeljskega kraljestva, ozemlja, ki ga je nadvojvoda želel podrediti svojemu sinu Karlu. Zato Filip ni potreboval veliko časa, da je poslal nekaj svojih ljudi na francoski dvor, kjer so se začela prva pogajanja za zaroko mladega Karla in princese Klavdije, hčerke francoskega kralja, saj bi ta poroka lahko pomenila, da bi neapeljska vojvodina pripadla bodočemu Karlu V. in posledično, ko bi bil mladoleten, njemu. Ferdinand in Izabela pa proti temu ne bi mogla protestirati, saj sta po eni strani imela sklenjen mir s Francijo, po drugi pa bi nadzor nad Neapljem prešel v roke njunega vnuka.
Ko se je že zdelo, da bodo njegovi politični načrti v Franciji obrodili želene sadove, se je Filip po večmesečnem prelaganju odhoda odločil, da je napočil čas, da na dvor katoliških monarhov pošlje enega od svojih predstavnikov, ki je imel dvojno nalogo: da se v imenu svojega vladarja začne pripravljati na pot v Španijo, predvsem pa, da Ferdinand in Izabela privolita v poroko Karla in Klavdije. Vendar Filip ni pričakoval, da bo Ivana tista, ki bo zavrnila podpis akreditacije flamskega veleposlanika, saj se ni strinjala, da bi bil njen sin v sorodu s francoskim monarhom, kar je izzvalo jezo nadvojvode in pozneje skrb katoliških monarhov.
Kljub nesporazumom med zakoncema, je Ivana decembra leta 1500 ponovno zanosila, kar je Filipu dalo nov izgovor za preložitev njegovega potovanja v Španijo. Ta nova zamuda ni bila povezana z Ivaninim zdravstvenim stanjem, saj Filip ni imel nič proti, da bi kljub priporočilom zdravnikov odšla v Bruselj roditi, da bi od mesta prejela veliko subvencijo. Zato se zdi jasno, da se je odločil ponovno odložiti svoj odhod, da bi pritisnil na katoliške monarhe, ki niso hoteli sprejeti zaroke njegovega vnuka s hčerko francoskega kralja. Nazadnje so bili slednji prisiljeni popustiti v tej točki.
Ko je nadvojvoda Filip dosegel svoje cilje, se je 27. julija 1501, na dan rojstva hčerke Izabele v Bruslju, brez oklevanja začel pripravljati na potovanje. Potem ko sta dediča Kastilije in Aragonije zaupala skrb za svoje otroke Ani Burgundski, nadzor nad vlado pa grofu Nassau, sta 4. novembra istega leta začela potovati. Vendar je bilo veselje katoliških monarhov, ko sta izvedela, da sta hči in njen mož končno začela pot, kratkotrajno, saj se je Filip v zadnjem trenutku odločil, da sprejme povabilo Ludvika XII, ki mu je zagotovil, da bosta z ženo uživala njegovo zaščito, če se bosta odločila prečkati Pireneje in tako priti v Španijo, namesto da bi se odpravila na pot po morju. Takšno ravnanje sta Izabela in Ferdinand razumela kot jasen izziv iz strani Filipa.
Katoliška kralja sta bila na odnos Ivane in Filipa bila še posebej pozorna leta 1502, ko sta princesa in njen mož kot navidezna dediča potovala po Kastiliji, da bi navezala stike s svojimi bodočimi podaniki; Ivana je že takrat trpela, zaradi Filipove brezbrižnosti in ambicioznosti, kar je njene starše zelo skrbelo.
Medtem ko so predstavniki kastiljskih dvorov Filipa skoraj brezpogojno priznali za kastiljskega kralja spremljevalca, pa to ni veljalo za predstavnike aragonskih dvorov, ki so zelo jasno določili, da bo nadvojvoda aragonski kralj, dokler bo njegova žena živela, hkrati pa navedli, da bo Ivana izgubila vse pravice, če se bo Ferdinand kadarkoli ponovno poročil in bo dobil sina.
Filip se je glede na vse pretekle dogodke odločil, da je prišel čas, da se brez nadaljnjega odlašanja vrne domov. Ta odločitev ni bila presenečenje za njegove taste, čeprav so bili kljub temu ogorčeni nad zetovo nevljudnostjo. Sama kraljica Izabela ga je skušala prepričati, da mora v Španiji ostati dlje, saj mora okrepiti svojo oblast v svojih prihodnjih kraljestvih. Kljub dejstvu, da je katoliška kraljica uporabila vsa sredstva, ki so ji bila na voljo, da bi Filip premislil svojo odločitev, ga ni mogla prepričati, da bi spremenil svoje načrte, po katerih je svoje povratno potovanje pričel pred koncem tekočega leta (1502).
Filip je tako 19. decembra zapustil španski dvor, na žalost Ivane, ki je morala ostati pri starših, saj je bila noseča z njunim četrtim otrokom. Med prečkanjem Francije je prejel novico o rojstvu sina Ferdinanda in 29. marca je podpisal lyonsko pogodbo z Ludvikom XII., s katero je pridobil nadzor nad provinco Capitanata in utrdil zakonsko pogodbo svojega sina Karla in princesa Klavdije. Globoko zadovoljen z doseženimi dosežki tako v Španiji kot v Franciji je Filip 10. aprila obiskal svojo sestro Margareto, ki je po poroki z vojvodo Filibertom postala vojvodinja Savojska. Toda veselje ob ponovnem srečanju z edino sestro je bilo kmalu prekinjeno, saj je Filipovo zdravje zaradi napornega življenja kmalu začelo pešati in je bil prisiljen počivati, potem ko je zbolel za močnimi vročinami, ki so ga imele več tednov, na robu smrti. Tako je Savojo zapustil šele septembra 1503.
Ker se je Filip odpravil na pot nazaj domov, se je odločil sprejeti ukrepe, ki bi Ivani preprečili, da bi ostala dlje v Kastiliji, saj so ga nekateri njegovi svetovalci obvestili, da bodo morda katoliški monarhi poskušali Ivano obrniti proti njemu, da bi delovala neodvisno od njega.
Tako se je, da bi še bolj pritisnil na svojo soprogo, odločil, da ji pošlje pismo, ki naj bi ga napisal sin Karel, v katerem je mali vojvoda svojo mamo rotil, naj se vrne k njemu in njegovima sestrama. To pismo je naredilo močan vtis Ivano, ki je vedno znova prosila svoja starša, naj ji dovolita oditi v Flandrijo.
Podatki, ki jih je prejel Filip o načrtih njegovih tastov, niso bili popolnoma resnični, vendar sta se Ferdinand in Izabela, ko sta bila prepričana, da njuna hči ne želi ostati v njunih kraljestvih, odločila uporabiti Ivano, da bi lahko pritisnila na Filipa, saj sta menila, da se mora Karel skupaj z njimi izobraževati na španskem dvoru. Filip te zahteve ni zavrnil in je situacijo obrnil in izjavil, da bo njegov sin odšel v Španijo takoj, ko mu bo dedek predal ozemlja, ki jih je imel v Neaplju, s čimer je jasno povedal, da se o tem z njim ni mogoče pogajati. Čeprav je Karel v Kastilijo odpotoval šele čez mnogo let (1517), je Ivana 1. marca 1504 končno dobila dovoljenje staršev za odhod na Nizozemsko, kar je bil za njenega moža pomemben diplomatski uspeh.
Medtem ko je Ivana v Laredu čakala na ugoden čas za povratno potovanje v Flandrijo, je Filip, prepričan o svojem uspehu, podpisal novo zavezništvo z Ludvikom XII. , s katerim je Burgundec obljubil pomoč francoskemu kralju proti Benetkam v zameno za nadaljevanje sinove zaroke. To novo zavezništvo, tako kot prejšnja, ni bilo všeč katoliškima monarhoma, ki sta ostro protestirala, saj so med njunimi kraljestvi in Francijo znova izbruhnile sovražnosti. Ti protesti niso imeli velikega vpliva na Filipa, ki je bil še naprej prepričan, da mora ohraniti dobre odnose s francoskim monarhom, kljub nasvetom Ferdinanda Katoliškega, ki mu je svetoval, da se mora ves čas bati Ludvika XII, saj želi škodovati španski monarhiji in ga bo brez oklevanja izdal, ko bo prišel čas, zato naj ne dovoli, da bi se Karel poročil s Klavdijo.
Filip teh priporočil ni poslušal in po novici, da namerava Ferdinand predati Neapelj admiralu Enriquezu, se je počutil izdanega, in je pobesnel podpisal novo pogodbo z Ludvikom XII (pogodba iz Bloisa), ki pa na koncu ni začela veljati zaradi spretnosti aragonskega kralja, ki mu je prek enega od svojih zaupnikov sporočil, da bo neapeljsko kraljestvo predal svojemu najstarejšemu vnuku, seveda v zameno za njegovo izobraževanje v Španiji. Vendar ta pogajanja niso bila lahka, med drugim tudi zaradi številnih sporov, ki jih je imel Filip z ženo po njeni vrnitvi na Nizozemsko. Ivana je bila besna, ko je izvedela za moževo novo ljubico, ki jo je celo napadla s škarjami in s svojim vedenjem povzročila velik škandal po vseh evropskih dvorih.
Številne zakonske težave med Filipom in Ivano so bile neizčrpen vir sporov z Izabelo in Ferdinandom, ki sta bila vedno bolj prepričana, da njuna hči ni sposobna učinkovito prevzeti oblasti. Filipov odnos do žene ji ni pomagal, da bi si povrnila duševno ravnovesje, saj se je asturski princ odločil, da bo dolgo časa živel ločeno od nje, in ko so razmere dosegle skrajnosti, ki jih sam ni mogel prenesti, se je odločil, da bo princeso zaprl v svoje sobane.
Poslabšanje Ivaninega stanja pojasnjuje, zakaj Filip ni hotel odpotovati v Kastilijo, ko ga je Ferdinand obvestil, da je Izabelina smrt blizu, saj je princ menil, da, če bi njegova žena izpadla nesposobna pred kastiljskimi in aragonskimi pomembneži, bi ji bilo zelo težko vladati v Kastiliji, v Aragoniji pa praktično nemogoče. To mnenje se je izkazalo za pravilno, saj je bila v oporoki katoliške kraljice vključena klavzula, po kateri bi v primeru, da bi bila Ivana odsotna ali nezmožna vladati, regentstvo v kraljestvu ostalo v rokah Ferdinanda do Karlove polnoletnosti.
Ko so v Flandriji prejeli novico, da je kastiljska kraljica umrla, je Filip 26. novembra 1504 okrepil svoja prizadevanja, da bi prikril pravo stanje svoje žene, in se odločil poslati gospodarja Veyreja v Kastilijo, da bi branil njune interese pred Ferdinandom. Kastiljski kralj spremljevalec se je na zaporedne poskuse Ferdinandovih sodelavcev, da bi zakonito kastiljsko dedinjo prisilili, da se odpove vladi v korist svojega očeta, vedno odzival enako in trdil, da je ravnanje njegove žene povsem upravičeno, saj so bili njeni pogosti napadi ljubosumja razumljeni kot duševno neravnovesje, kar tudi kraljici Izabeli ni bilo tuje. Toda Ferdinand je te razlage zavračal, saj je trdil, da gre za zetovo zvijačo, s katero želi obdržati oblast, zato se je odločil za odkrito soočenje s Filipom Pravičnim, kar je slednjega spodbudilo k obnovitvi prijateljstva s francoskim kraljem. 
Številni spori Filipa I. z aragonskim kraljem so poleti 1505, ko je bil prisiljen vzeti v roke orožje, da bi se osebno spopadel z osvojitvijo Güerldresa, ki je ostal pod nadzorom Karla Egmontskega, izginili v ozadje. Ko pa je bil spor rešen, je Filip obvestil svoje sodelavce, da namerava čim prej odpotovati v Španijo in zasesti kastiljski prestol. To odločitev je potrdil, ko je izvedel, kako zelo je Ferdinandovemu primeru škodil prihod pisma, ki naj bi ga podpisala Ivana, v katerem je zahtevala materino dediščino.
Filipovi načrti so se porušili, saj sta Ferdinand in Ludvik XII. začela mirovna pogajanja, medtem ko se je slednji pripravljal na potovanje, pogajanja, zaradi katerih je politični položaj kastiljskega soproga ostal v zraku. Filip je lahko računal le na trdno podporo Maksimilijana I., ki ga je prepričal, da se mora za utrditev svojega položaja pogajati s svojim tastom; hkrati je poskušal iztrgati Ivano iz stanja globoke izčrpanosti in po mnenju Ferdinanda se je njeno stanje izboljšalo.
Na tej točki se je zdelo, da je Filip pripravljen sprejeti Ferdinandovo poroko z Germano de Foix, čeprav bi ta poroka lahko močno škodovala njegovim interesom, če bi imela nova aragonska kraljica potomce. Tako se je začel pogajati s Ferdinandom, čeprav si je zaradi posredovanja don Juana Manuela, ki mu je v preteklosti že večkrat svetoval, v zadnjem trenutku premislil, saj ga je ta prepričal, da je v njegovem interesu, da Filibertu de Veyreju naroči, naj okrepi napade na Ferdinanda, saj na njegovo novo poroko v Kastiliji niso gledali z naklonjenostjo, ker so mnogi menili, da je tako izdal spomin na kraljico Izabelo.
Zaradi Veyrovih napadov je Ferdinandova avtoriteta postajala vse bolj vprašljiva, zaradi česar se je Filip 8. januarja 1506 odločil odpotovati v Kastilijo in v Flandriji pustiti štiri od svojih petih otrok, vključno z malo Marijo, ki se je rodila septembra prejšnjega leta.
Ferdinandov položaj sej e vedno bolj slabšal, saj je enega za drugim izgubljal vse svoje politične podpornike, kar ga je prisililo v pogajanja s svojim zetom, s katerim se je končno srečal 20. junija v Remensalu, kjer se je katoliški kralj odpovedal regentstvu v Kastiliji. Toda kljub tej odpovedi je bil položaj Filipa in Ivane uzakonjen šele s podpisom konkordata v Villafafili sedem dni pozneje, s katerim je bila Ivana odstavljena z oblasti, Filip pa je ostal absolutni gospodar usode njenega kraljestva.
Filipu prelom s Ferdinandom ni preprečil, da bi ohranil svojo oblast, saj je od svojega prihoda nagradil vse svoje privržence in le redki so si želeli vrnitve aragonskega kralja. Ko se je njegov položaj utrdil, se je Filip lotil vrste reform za izboljšanje uprave, zlasti sodstva, in preoblikoval sodišče, na katerem je bilo vse več Nemcev in Flamcev. Poleg tega se je zavedal velike moči, ki so jo zaradi prepirov s svojim tastom pridobili veliki plemiči, zato je storil vse, kar je bilo mogoče, da bi upravo podredil nižjemu plemstvu. Ta odločitev ni bila všeč številnim od njegovih nekdanjih služabnikov, ki sicer sprva niso odkrito pokazali svojega nezadovoljstva, vendar kmalu zatem niso hoteli pričati, da Ivana ni sposobna vladati, kot je želel Filip. Takšni kot admiral Enriquez so trdili, da je kraljica kljub svojemu nepravilnemu vedenju zdrave pameti in bi zato morala vedno spremljati svojega moža, saj so cortes razsodili, da je kraljica-lastnica Kastilije. Kljub temu neuspehu in pogostim protestom žene, od katere se je vse bolj oddaljeval, je Filip še naprej praktično sam izvajal oblast in lahko izvajal ukrepe, kot je bila reforma inkvizicije, čeprav so zaradi njegovih ukrepov mnogi njegovi podložniki menili, da so kralja podkupili spreobrnjenci (posamezniki, ki so judovstva prešli v krščanstvo).

## Smrt
Filipovo zdravje se je ponovno nenadno poslabšalo 16. septembra 1506,  po tem, ko je po igranju igre z žogo spil kozarec hladne vode. V naslednjih dneh je poskušal nadaljevati z vsakodnevnimi dejavnostmi, vendar se je njegovo stanje z vsakim dnem slabšalo in vročina ga ni popustila, dokler ni umrl 25. septembra 1506, ko je imel 28 let. Njegova prezgodnja smrt je presenetila njegove podložnike, ki so brez oklevanja trdili, da je bil kralj zastrupljen, čeprav je po najnovejših raziskavah najverjetneje umrl zaradi kuge, bolezni, ki se je na dvoru pojavila nekaj mesecev prej. Zato je mogoče, da se je Filip I. okužil na enem od svojih številnih izletov, saj je v želji, da bi se čim bolj oddaljil od Ivane, pogosto hodil na lov in v bordele, kjer so bile pogoste vse vrste okužb.
Filip I. je zadnje dni svojega življenja preživel v Burgosu, v hiši Casa del Cordón, kjer ga je v dolgi agoniji spremljala žena, ki je vse presenetila s svojo močjo in stanovitnostjo, čeprav je bila noseča z njunim šestim otrokom. Ko so potrdili njegovo smrt, so ga služabniki oblekli v najboljša oblačila, nato pa so ga namestili na prestol, od koder je simbolično vodil verske obrede, ki so jih za njegovo dušo opravljali vso noč. Zjutraj so njegovo telo balzamirali, njegovo srce pa so takoj poslali v Bruselj, in ko so kirurgi končali delo, so ga prenesli v mestno katedralo, kjer so ob prisotnosti celotnega dvora darovali rekviem.

Po njegovi smrti je kardinal Cisneros prevzel regentstvo kastiljske krone in čakal na prihod kralja Ferdinanda. Filipov in Ivanin prvorojeni sin Karel pa je dobil ogromno dediščino, in sicer kraljestva svojih štirih dedov: Kastilijo, Aragonijo s posestmi v Novem svetu in italijanskih državah, Nizozemsko in cesarsko Nemčijo ter druge simbolične naslove.